# 士学館
士学館（しがくかん）は、桃井直由（初代 桃井春蔵）が開いた道場。鏡新明智流を教えていた。
桃井直正（4代目 桃井春蔵）は、「技の千葉」（北辰一刀流・玄武館の千葉栄次郎）、「力の斎藤」（神道無念流・練兵館の斎藤新太郎）と並び、「位の桃井」と称され、後に士学館は幕末江戸三大道場の一つに数えられた。

## 歴史

### 初代
鏡新明智流を創始した桃井直由（初代 桃井春蔵）が、安永2年（1773年）、江戸日本橋南茅場町（現 東京都中央区日本橋茅場町）の長屋を道場としたのが士学館の始まりである。粗末な道場であったという。
記念に芝神明社に自讃の額を掲げたところ、近所の直心影流長沼道場ら他流派の人々から目を付けられ、次々に試合を要求されてしまう。直由は病気を理由に断り、その養子直一は度々負けたため、江戸中に悪評が広まり、額に張り紙して嘲笑う者もいた。
翌安永3年（1774年）、直由は死去した。

### 二代
直由死去後、養子直一が2代目 桃井春蔵を継ぐ。直一は道場を南八丁堀大富町蜊河岸（現 東京都中央区新富）に移転させた。後に有名になる、あさり河岸の士学館である。
他流派からの嫌がらせは続いたが、これに同情する人々が入門。竹刀打ち中心の稽古も好評を得て、門人が増えた。
文政2年（1819年）、直一は死去した。

### 三代
直一死去後、実子直雄が3代目 桃井春蔵を継ぐ。3代目に士学館は再び行き詰まってしまう。
文政13年（1831年）、神道無念流の練兵館と交流試合する。名目は親睦試合であったが、弟子の取り合い等で緊張関係にあったため、立会人の千葉周作（北辰一刀流の玄武館道場主）は弟の定吉と10数名の免許者を連れて時刻前に会場入りし、万一の場合に備えた。この試合で士学館は惨敗したが、千葉の仲裁により事なきを得ている。
嘉永5年（1852年）、直雄は死去した。

### 四代
直雄死去後、婿養子直正が4代目 桃井春蔵を継ぐ。直正の代で士学館は栄え、後に幕末江戸三大道場の一つに数えられる。
安政3年（1856年）、土佐から武市瑞山が岡田以蔵らを伴い江戸へ出て、士学館に入門する。武市の腕前と人物を高く評価した直正は、まもなく武市に免許を与え、塾頭に任じる。武市は生活の乱れている門人たちを注意して風紀を正した。
文久2年（1862年）、直正は幕府から与力格二百俵に登用され幕臣となり、翌年には講武所剣術教授方出役に任じられる。
この頃の士学館の実力を示す逸話が残っている。慶応元年（1865年）12月、稽古納めを終えた桃井と高弟8名が市谷田町を歩いていると、新徴組と出くわした。隊士たちが、道の片側に寄れと凄んだため、高弟のひとり上田馬之助が怒ると、隊士たちが抜刀し、あわや斬り合いになりかけた。そこで桃井が身分を明かし、ここにいるのは士学館の弟子であると言うと、新徴組が謝罪して喧嘩は収まった。

#### 浪花隊
慶応3年（1867年）、直正は幕府軍の遊撃隊頭取並に任じられ、将軍徳川慶喜の上洛に警護役として同行。大坂玉造臨時講武所剣術師範も務める。しかし同年、大坂城での軍議で戊辰戦争の開戦に反対し、開戦派の幕府軍人と対立して幕府軍を離脱する。直正は開戦派に命を狙われることとなり、士学館の高弟数名とともに南河内の幸雲院という寺に落ち延びる。
慶応4年（1868年）1月3日、戊辰戦争鳥羽・伏見の戦いが開戦。幕府軍は敗れ、将軍徳川慶喜は江戸へ逃亡。大坂城は炎上し、京坂は新政府軍に占領された。同年5月、幕府から直正に彰義隊への入隊勧誘があったがこれを断り、逆に新政府軍からの要請で天満川崎（現 大阪市北区）の川崎東照宮（建国寺）境内に道場を開き、大坂の治安維持に当たる薩摩・長州・芸州の兵に撃剣を指導する。
同年、大阪府が設置されると、治安維持のために府兵局が設置され、大坂定番与力・同心を中心に府兵80名に編成された。この府兵は浪花隊（浪華隊）と呼ばれた。直正は府兵局の監軍兼撃剣師範に就き、実質的に浪花隊を率いた。同時に、北桃谷町（現 大阪市中央区）に士学館を再興。高弟で浪花隊隊員である桃井多吉郎を師範代兼塾頭に任じた。翌明治2年（1869年）には隊員数が600名を超えたが、明治3年（1870年）、兵制改革により浪花隊は解散した。
浪花隊解散後、直正は大阪府権大属を経て、明治7年（1874年）10月に堺県の等外吏になり、応神天皇陵・仲姫皇后陵の陵掌を務める。明治8年（1875年）、誉田八幡宮の祠官となり、境内に道場を開き撃剣や儒学を教授した。明治17年（1884年）11月、大阪府御用掛剣道指南方に任ぜられたが、明治18年（1885年）にコレラで死去した。

#### 秋山社
大阪の士学館塾頭兼浪花隊隊員であった桃井多吉郎は浪花隊解散後、郷里徳島に帰ったが、廃藩置県後再び上阪して西区南堀江上通の商家秋山家の養子となり、その地に道場「学習館」を開き、撃剣・柔術を指南する。学習館は門人500余名を擁した。
この頃、大阪府下に強盗が多発したため、多吉郎は学習館門人ら撃剣家を集め、秋山社（秋山組）を結成。西区役所に届け出て巡邏を始め、犯人の逮捕に活躍する。明治10年代の大阪の撃剣家は街の警備力となり、秋山社はその最大のものであった。
大阪府の正式の警察が充実すると、民間警備の需要は減り、撃剣も民間道場より警察で盛んになった。多吉郎はその後も長く大阪剣界の中心となり、昭和9年（1934年）に90歳で没した。

#### 警視庁
東京では明治12年（1879年）、警視庁に撃剣世話掛が創設される。桃井直正と榊原鍵吉が選考に参与し、桃井の弟子であった上田馬之助、梶川義正、逸見宗助の3名が最初に登用された。これに続き阪部大作、久保田晋蔵、兼松直廉らも採用され、幕末期の「桃井の四天王」が揃った。
桃井門下は草創期の警視庁剣道の一大勢力となり、その後制定された警視流の撃剣形と居合形に、鏡新明智流の形が各1本ずつ採用された。警視流は現在の警視庁にも受け継がれ、鏡新明智流が途絶えた現在、わずかに形を残す存在となっている。

## 人物

### 道場主
- 桃井直由（初代 桃井春蔵）
- 桃井直一（2代目 桃井春蔵）
- 桃井直雄（3代目 桃井春蔵）
- 桃井直正（4代目 桃井春蔵）

### 主な門人
- 上田馬之助（士学館四天王）
- 阪部大作（同上）
- 久保田晋蔵（同上）
- 兼松直廉（同上）
- 梶川義正
- 秋山多吉郎
- 高山峰三郎
- 三橋鑑一郎
- 逸見宗助
- 武市瑞山
- 岡田以蔵
- 田中光顕
- 馬淵桃太郎
- 山本琢磨
- 島村衛吉
- 田那村作八
- 荒尾光政（鏡心流）